# Guangzhouwan
Guangzhouwan (también Quang- o Kouang-Tchéou-Wan, Kwangchowan o Kwang-Chou-Wan), con el significado de "Bahía de Guangzhou", fue un pequeño enclave en la costa meridional de China cedida por la dinastía Qing china a Francia como territorio en arrendamiento y administrado como un exclave de la Indochina francesa. El territorio no experimentó el rápido crecimiento en población de otras zonas de la costa china, pasando de 189.000 habitantes en 1911 a solo 209.000 en 1935. Las industrias locales incluían la navegación comercial y la minería de carbón.
Japón ocupó el territorio en febrero de 1943. Los franceses lo recuperaron brevemente en 1945 antes de devolverlo a China en 1946, en cuyo punto fue restaurado su nombre original de Zhanjiang. La capital del territorio era Fort-Bayard, también conocido en cantonés como Tsamkong. Más tarde fue romanizado en pinyin como Zhanjiang por el gobierno chino en 1958.

## Geografía
El territorio arrendado estaba situado en la provincia de Cantón (o Guangdong) en el lado este de la península de Leizhou (del francés: Péninsule Luichow), al norte de Hainan, en torno a la bahía entonces llamada Kwangchowan, ahora llamada puerto de Zhanjiang. La bahía forma el estuario el río Maxie (en francés: Rivière Ma-The). El Maxie es navegable hasta 19 km tierra adentro incluso por grandes barcos. El territorio cedido a Francia incluía las islas del interior de la bahía, que englobaba un área de 29 km de largo por 10 km de ancho y una profundidad mínima de agua de 10 metros. Las islas fueron reconocidas en ese momento como una defensa natural admirable, siendo la isla principal Île de Tan-Hai. En la más pequeña Île Nau-Chau, más al sureste, se construyó un faro. Otra isla de tamaño significativo es Île des Aigrettes ubicada al norte-noroeste. Los límites de la concesión tierra adentro fueron fijados en noviembre de 1899; en la margen izquierda del Maxie, Francia obtuvo de la prefectura de Gaozhou (Kow Chow Fu) una franja de territorio de 18 km por 10 km, y en la margen derecha una franja de 24 km por 18 km de la prefectura de Leizhou (Lei Chow Fu). La superficie total de tierra del territorio arrendado era de 1300 km². La ciudad de Fort-Bayard (Zhanjiang) fue desarrollado como puerto.

## Historia

### Establecimiento del gobierno francés y desarrollo temprano

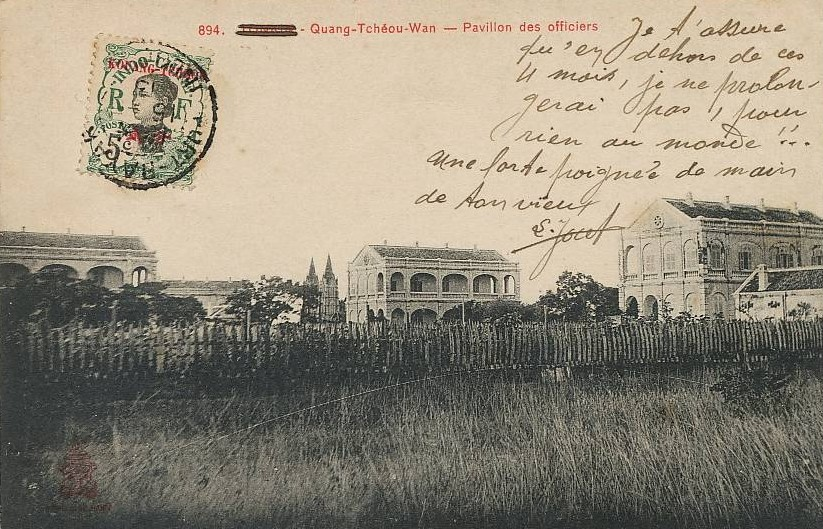
Fort-Bayard circa 1910.

Kwangchowan fue arrendado por China a Francia, de acuerdo al Tratado de 12 de abril de 1898, a 27 de mayo como Territoire de Kouang-Tchéou-Wan, para contrarrestar el creciente poder comercial de la británica Hong Kong. Su colonia fue descrita como "comercialmente poco importante pero de situación estratégica"; la mayor parte de las energías de Francia se dirigieron a su administración de la Indochina francesa, y su principal preocupación en China era la protección de los misioneros católicos, más que la promoción del comercio. Kwangchowan estaba efectivamente bajo la autoridad del Residente Superior francés en Tonkín (él mismo bajo supervisión del Gobernador General en la Indochina francesa, también en Hanói); el Residente francés estaba representado localmente por Administradores.

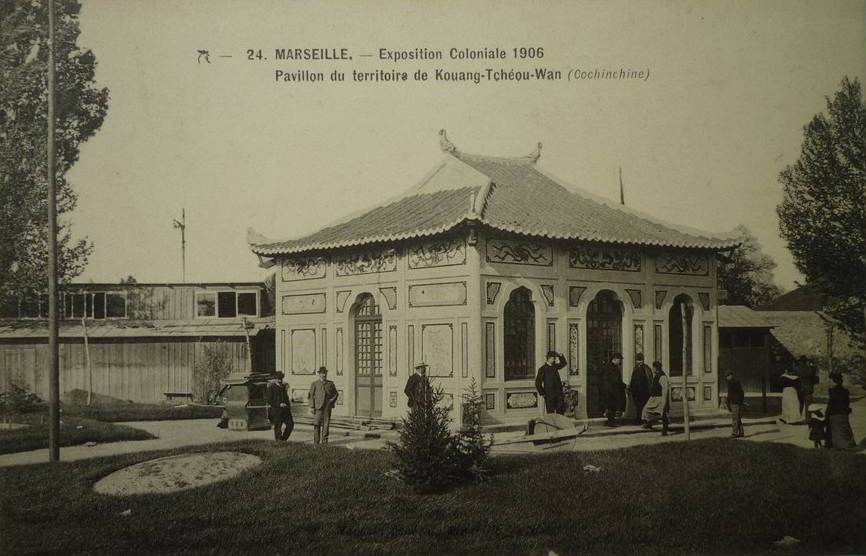
Pabellón de Kouang-Tchéou-Wan en la Exhibición Colonial Marsellesa.

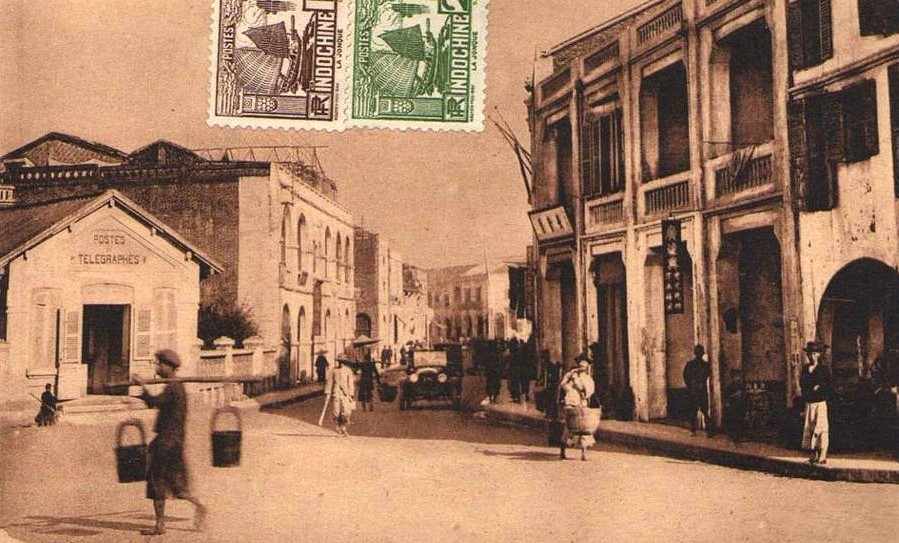
Edificio de Correos y Telégrafos en Po Teou, Kouang-Tchéou-Wan.

Además del territorio adquirido, a Francia se le concedió el derecho de conectar la bahía por ferrocarril con la ciudad y puerto situados en el lado oeste de la península; sin embargo, cuando intentaron tomar posesión de las tierras para construir el ferrocarril, fuerzas del gobierno provincial ofrecieron resistencia armada. Como resultado, Francia demandó y obtuvo derechos mineros exclusivos en las tres prefecturas limítrofes. La población registrada en 1911 fue de 189.000 habitantes. La devolución del territorio arrendado a China fue prometido por Francia en la Conferencia Naval de Washington de 1921-1922 pero este plan nunca fue llevado a efecto.
Para 1931, la población de Kwangchowan había alcanzado los 206.000 habitantes, dando a la colonia una densidad de población de 245 habitantes por km²; virtualmente todos eran chinos, y solo se registraron 266 ciudadanos franceses y cuatro otros europeos viviendo ahí. Las industrias locales incluían la navegación comercial y la minería. El puerto era también popular entre los contrabandistas; antes de la cancelación de 1928 de la prohibición de exportar aeronaves por los Estados Unidos, Kunagchowan también fue utilizada como parada por los contrabandistas cantoneses que transportaban aeronaves militares adquiridas en Manila hasta China, y los registros estadounidenses mencionan al menos un contrabandista de drogas quien recogía opio y emigrantes chinos para ser pasados de contrabando a los Estados Unidos desde ahí.

### Segunda Guerra Mundial
Después de la caída de París en 1940, la República de China reconoció el gobierno de la Francia Libre exiliado en Londres como la autoridad legítima sobre Kwanchowan y estableció relaciones diplomáticas con él; desde junio de 1940 hasta febrero de 1943, la colonia permaneció bajo la administración de la Francia Libre. Este es un hecho interesante teniendo en mente que Kwangchowan había sido gobernado por la Indochina francesa, y que las autoridades aquí eran leales al Régimen de Vichy. La explicación puede residir en el hecho que Kwanchowan estaba totalmente rodeada por la China Libre y que los japoneses no ocuparon esa parte de la costa china.

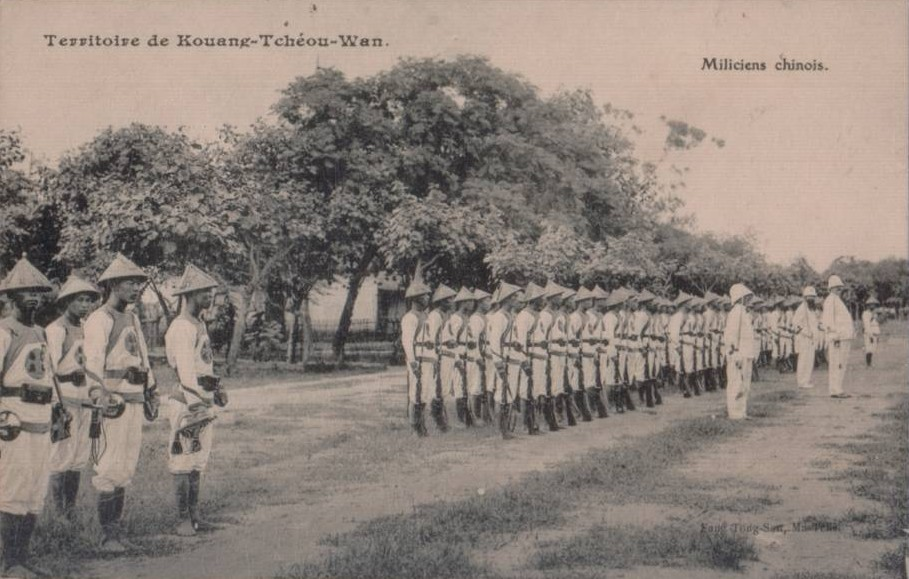
Milicia colonial con oficiales franceses.

Durante la ocupación japonesa de Hong Kong, Kwangchowan fue a menudo utilizada como una parada intermedia en una ruta de escape para civiles que huían de Hong Kong e intentaban alcanzar la China Libre; Patrick Yu, un prominente abogado, recuerda en sus memorias como civiles japoneses en Hong Kong le ayudaron a escapar por esta vía. No obstante, la ruta de escape no permanecería abierta por mucho tiempo; en colaboración con la Francia de Vichy controlada por Alemania, que renunció a la concesión en favor del Gobierno Nacional Chino patrocinado por Japón (el Gobierno Nacional Chino también se proclamaba sucesor del antiguo Imperio chino), el Ejército Imperial Japonés invadiría y ocuparía la región en febrero de 1943.
Justo antes de la rendición japonesa que acabó con la II Guerra Mundial, el Ejército Nacional Revolucionario, habiendo recapturado Liuzhou, Guilin, y Taizhou, así como Lashio y Mandalay en Birmania, estaba planificando lanzar un asalto a gran escala sobre Kwangchowan; sin embargo, debido al fin de la guerra, el asalto nunca se materializó. El arrendamiento francés sobre Guangzhouwan pronto se daría por terminado sin miramientos, bajo un acuerdo concluido el 28 de febrero de 1946. A cambio de la retirada de fuerza chinas del norte de Vietnam, Francia no solo devolvió Kwangchowan al gobierno Nacionalista, sino que también abandonó derechos extraterritoriales en Shanghái, Hankou, y Guangzhou, vendió la Línea Férrea de Yunnan a China, y acordó proporcionar trato especial para la minoría étnica china en Vietnam y prever la exportación de bienes chinos a Vietnam. Después de la entrega, el Gobierno Chino de Zhanjiang fue formalmente establecido para administrar la ciudad.

## Influencia cultural y económica francesa

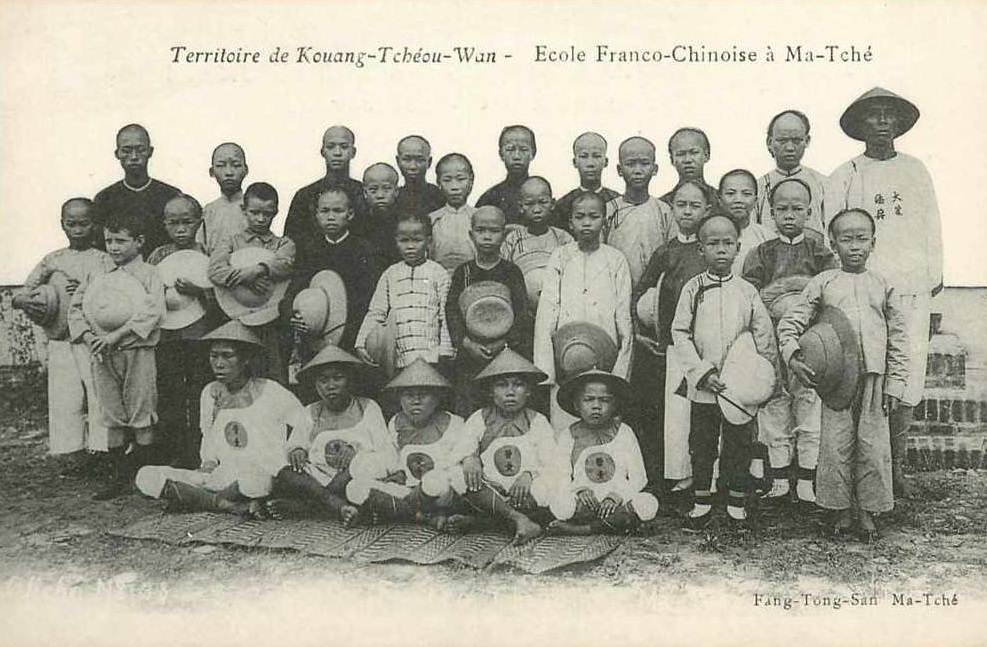
Alumnos y profesores de la École Franco-Chinoise.

Una escuela en lengua francesa, la École Franco-Chinoise de Kouang-Tchéou-Wan, así como una sucursal de la Banque de l'Indochine, fueron fundadas en Fort-Bayard. Además, una iglesia católica construida durante el periodo colonial todavía se conserva en la actualidad.